# Torneo de Reservas 2024 (Perú)
El Torneo de Reservas 2024 fue la decimocuarta y última edición de esta competición. Comenzó el 23 de mayo de 2024 con la transmisión de L1 y Nativa. El campeonato se disputó en paralelo a la Liga 1 y a la Liga 2 del fútbol peruano. En esta edición, participaron los equipos reservistas de los dieciocho clubes profesionales de la Liga 1 y no otorgó puntos adicionales en la clasificación acumulada de la Liga 1, como en años anteriores.

## Sistema de competición
El campeonato tuvo cinco etapas: la Fase Regional, octavos de final, cuartos de final, las semifinales y la final. En la etapa zonal del Torneo de Reservas se jugó con un formato de todos contra todos, con enfrentamientos de ida y vuelta en las 2 zonas, dándonos en total 18 jornadas. Posteriormente, del tercer al sexto puesto de cada zona clasificaron a los octavos de final, mientras que los dos primeros de cada zona pasaron directamente a los cuartos de final. Estas llaves se jugaron a partido único, siendo local el club que haya acabado en
mejor ubicación de su Fase de grupos, en cada caso
En cuanto a los 8 cupos que se otorgaron a la Liga 3 2025, estos fueron entregados a los equipos que clasificaron a los cuartos de final del torneo
El ganador del torneo accederá a la Copa Libertadores Sub-20 2025

## Equipos
Los equipos participantes fueron conformados con un máximo de 30 jugadores. Además, en el terreno de juego tuvieron como mínimo 5 jugadores Sub-19 (categoría 2005 en adelante), y como máximo 6 Sub-23 (categoría 2001), de los cuales solo 2 pudieron ser de categoría libre (mayores de 23). Finalmente, un Sub-16 (categoría 2008 en adelante) tuvo que sumar 60 minutos por encuentro. Los 18 equipos participantes fueron distribuidos en 2 grupos por ubicación geográfica (a excepción de los 4 equipos de Lima Metropolitana y el Callao, los cuales fueron ubicados por sorteo)
| Equipos participantes en la temporada 2024      | Equipos participantes en la temporada 2024 | Equipos participantes en la temporada 2024 |
| Criterio de separación                          | Grupo A (Zona Norte)                       | Grupo B (Zona Sur)                         |
| ----------------------------------------------- | ------------------------------------------ | ------------------------------------------ |
| Asignados por ubicación geográfica              | Alianza Atlético                           | Asociación Deportiva Tarma                 |
| Asignados por ubicación geográfica              | Atlético Grau                              | Cienciano                                  |
| Asignados por ubicación geográfica              | Carlos Mannucci                            | Cusco FC                                   |
| Asignados por ubicación geográfica              | Comerciantes Unidos                        | Deportivo Garcilaso                        |
| Asignados por ubicación geográfica              | Unión Comercio                             | FBC Melgar                                 |
| Asignados por ubicación geográfica              | Universidad César Vallejo                  | Los Chankas                                |
| Asignados por ubicación geográfica              | Universidad Técnica de Cajamarca           | Sport Huancayo                             |
| Equipos de Lima y Callao (asignados por sorteo) | Sport Boys                                 | Alianza Lima                               |
| Equipos de Lima y Callao (asignados por sorteo) | Universitario                              | Sporting Cristal                           |

## Fase Regional
En la Fase Regional, los dieciocho equipos se enfrentaron todos contra todos en 2 ruedas. Los seis mejores equipos de cada Zona clasificaron a los Play-offs.

### Clasificación

#### Zona Norte
| Pos. | Equipo                    | Pts. | PJ | G  | E | P  | GF | GC | Dif. | Clasificación                               |
| ---- | ------------------------- | ---- | -- | -- | - | -- | -- | -- | ---- | ------------------------------------------- |
| 1    | Universitario             | 38   | 16 | 12 | 2 | 2  | 44 | 16 | +28  | Cuartos de final de Play-offs y Liga 3 2025 |
| 2    | Universidad César Vallejo | 34   | 16 | 11 | 1 | 4  | 33 | 16 | +17  | Cuartos de final de Play-offs y Liga 3 2025 |
| 3    | Carlos A. Mannucci        | 29   | 16 | 9  | 2 | 5  | 36 | 22 | +14  | Octavos de final de Play-offs               |
| 4    | Sport Boys                | 29   | 16 | 9  | 2 | 5  | 28 | 21 | +7   | Octavos de final de Play-offs               |
| 5    | Atlético Grau             | 26   | 16 | 8  | 2 | 6  | 26 | 18 | +8   | Octavos de final de Play-offs               |
| 6    | Unión Comercio            | 20   | 16 | 6  | 2 | 8  | 30 | 29 | +1   | Octavos de final de Play-offs               |
| 7    | UTC                       | 15   | 16 | 4  | 3 | 9  | 19 | 28 | −9   |                                             |
| 8    | Comerciantes Unidos       | 13   | 16 | 4  | 1 | 11 | 19 | 46 | −27  |                                             |
| 9    | Alianza Atlético          | 4    | 16 | 1  | 1 | 14 | 15 | 54 | −39  |                                             |

Actualizado a los partidos jugados el 12 de septiembre.
 Fuente: FPF

#### Zona Sur
| Pos. | Equipo              | Pts. | PJ | G  | E | P  | GF | GC | Dif. | Clasificación                               |
| ---- | ------------------- | ---- | -- | -- | - | -- | -- | -- | ---- | ------------------------------------------- |
| 1    | FBC Melgar          | 35   | 16 | 11 | 2 | 3  | 49 | 15 | +34  | Cuartos de final de Play-offs y Liga 3 2025 |
| 2    | Alianza Lima        | 33   | 16 | 10 | 3 | 3  | 41 | 18 | +23  | Cuartos de final de Play-offs y Liga 3 2025 |
| 3    | ADT                 | 32   | 16 | 10 | 2 | 4  | 32 | 19 | +13  | Octavos de final de Play-offs               |
| 4    | Sport Huancayo      | 26   | 16 | 8  | 2 | 6  | 30 | 28 | +2   | Octavos de final de Play-offs               |
| 5    | Sporting Cristal    | 25   | 16 | 7  | 4 | 5  | 39 | 18 | +21  | Octavos de final de Play-offs               |
| 6    | Cienciano           | 22   | 16 | 6  | 4 | 6  | 20 | 20 | 0    | Octavos de final de Play-offs               |
| 7    | Deportivo Garcilaso | 19   | 16 | 5  | 4 | 7  | 21 | 30 | −9   |                                             |
| 8    | Los Chankas         | 6    | 16 | 1  | 3 | 12 | 16 | 44 | −28  |                                             |
| 9    | Cusco FC            | 5    | 16 | 1  | 2 | 13 | 11 | 65 | −54  |                                             |

Actualizado a los partidos jugados el 13 de septiembre.
 Fuente: FPF

### Resultados
- La hora de cada encuentro corresponde al huso horario que rige a Perú (UTC-5).

| Fecha 1                   | Fecha 1    | Fecha 1             | Fecha 1               | Fecha 1    | Fecha 1    | Fecha 1    |
| Zona Norte                | Zona Norte | Zona Norte          | Zona Norte            | Zona Norte | Zona Norte | Zona Norte |
| Local                     | Resultado  | Visitante           | Estadio               | Fecha      | Hora       |            |
| ------------------------- | ---------- | ------------------- | --------------------- | ---------- | ---------- | ---------- |
| UTC                       | 2 – 1      | Unión Comercio      | Héroes de San Ramón   | 23 de mayo | 10:30      |            |
| Alianza Atlético          | 1 – 2      | Universitario       | Campeones del 36      | 24 de mayo | 10:30      |            |
| Universidad César Vallejo | 2 – 2      | Carlos Mannucci     | Villa Poeta           | 25 de mayo | 13:30      |            |
| Comerciantes Unidos       | 1 – 1      | Atlético Grau       | Germán Contreras Jara | 26 de mayo | 15:15      |            |
| Libre: Sport Boys         |            |                     |                       |            |            |            |
| Zona Sur                  |            |                     |                       |            |            |            |
| Local                     | Resultado  | Visitante           | Estadio               | Fecha      | Hora       |            |
| Cienciano                 | 1 – 1      | Deportivo Garcilaso | Thomas Ernesto Payne  | 25 de mayo | 15:00      |            |
| Sport Huancayo            | 1 – 1      | Alianza Lima        | Huancayo              | 25 de mayo | 16:00      |            |
| FBC Melgar                | 1 – 1      | Sporting Cristal    | Monumental de la UNSA | 26 de mayo | 15:00      |            |
| Los Chankas               | 0 – 3      | ADT                 | Los Chankas           | 26 de mayo | 15:15      |            |
| Libre: Cusco FC           |            |                     |                       |            |            |            |

| Fecha 2              | Fecha 2    | Fecha 2                   | Fecha 2                | Fecha 2    | Fecha 2    | Fecha 2    |
| Zona Norte           | Zona Norte | Zona Norte                | Zona Norte             | Zona Norte | Zona Norte | Zona Norte |
| Local                | Resultado  | Visitante                 | Estadio                | Fecha      | Hora       | TV         |
| -------------------- | ---------- | ------------------------- | ---------------------- | ---------- | ---------- | ---------- |
| Sport Boys           | 0 – 2      | Universidad César Vallejo | Campolo Alcalde        | 31 de mayo | 10:30      | —          |
| Carlos Mannucci      | 5 – 2      | Comerciantes Unidos       | Complejo UPAO          | 31 de mayo | 15:00      | —          |
| Unión Comercio       | 6 – 0      | Alianza Atlético          | Carlos Vidaurre García | 1 de junio | 10:30      | —          |
| Atlético Grau        | 0 – 0      | UTC                       | Villa Santa Ana        | 2 de junio | 10:30      | —          |
| Libre: Universitario |            |                           |                        |            |            |            |
| Zona Sur             |            |                           |                        |            |            |            |
| Local                | Resultado  | Visitante                 | Estadio                | Fecha      | Hora       | TV         |
| Deportivo Garcilaso  | 3 – 2      | Los Chankas               | Andahuaylillas         | 31 de mayo | 13:00      | —          |
| Alianza Lima         | 3 – 0      | FBC Melgar                | Complejo EGB           | 1 de junio | 10:30      | L1 / NTV   |
| Sporting Cristal     | 0 – 1      | Cienciano                 | Alberto Gallardo       | 1 de junio | 10:30      | —          |
| Cusco FC             | 1 – 2      | Sport Huancayo            | Complejo Oropesa       | 2 de junio | 10:30      | —          |
| Libre: ADT           |            |                           |                        |            |            |            |

| Fecha 3                          | Fecha 3    | Fecha 3             | Fecha 3                | Fecha 3    | Fecha 3    | Fecha 3    |
| Zona Norte                       | Zona Norte | Zona Norte          | Zona Norte             | Zona Norte | Zona Norte | Zona Norte |
| Local                            | Resultado  | Visitante           | Estadio                | Fecha      | Hora       |            |
| -------------------------------- | ---------- | ------------------- | ---------------------- | ---------- | ---------- | ---------- |
| UTC                              | 1 – 1      | Carlos Mannucci     | Héroes de San Ramón    | 7 de junio | 10:30      |            |
| Alianza Atlético                 | 1 – 3      | Atlético Grau       | Campeones del 36       | 8 de junio | 10:30      |            |
| Universitario                    | 6 – 0      | Unión Comercio      | Campo Mar - U          | 8 de junio | 10:30      |            |
| Comerciantes Unidos              | 0 – 2      | Sport Boys          | Juan Maldonado Gamarra | 9 de junio | 15:30      |            |
| Libre: Universidad César Vallejo |            |                     |                        |            |            |            |
| Zona Sur                         |            |                     |                        |            |            |            |
| Local                            | Resultado  | Visitante           | Estadio                | Fecha      | Hora       |            |
| FBC Melgar                       | 7 – 0      | Cusco FC            | Videna de Chacarato    | 7 de junio | 11:30      |            |
| Los Chankas                      | 1 – 1      | Sporting Cristal    | Municipal de Talavera  | 8 de junio | 15:30      |            |
| ADT                              | 0 – 0      | Deportivo Garcilaso | Unión Tarma            | 9 de junio | 10:30      |            |
| Cienciano                        | 2 – 0      | Alianza Lima        | Thomas E. Payne        | 9 de junio | 15:00      |            |
| Libre: Sport Huancayo            |            |                     |                        |            |            |            |

| Fecha 4                    | Fecha 4    | Fecha 4             | Fecha 4          | Fecha 4     | Fecha 4    | Fecha 4    |
| Zona Norte                 | Zona Norte | Zona Norte          | Zona Norte       | Zona Norte  | Zona Norte | Zona Norte |
| Local                      | Resultado  | Visitante           | Estadio          | Fecha       | Hora       | TV         |
| -------------------------- | ---------- | ------------------- | ---------------- | ----------- | ---------- | ---------- |
| Sport Boys                 | 2 – 0      | UTC                 | Campolo Alcalde  | 14 de junio | 10:30      | —          |
| Universidad César Vallejo  | 5 – 0      | Comerciantes Unidos | Villa Poeta      | 14 de junio | 11:00      | —          |
| Carlos Mannucci            | 5 – 1      | Alianza Atlético    | Complejo UPAO    | 14 de junio | 15:00      | —          |
| Atlético Grau              | 0 – 3      | Universitario       | Campeones del 36 | 15 de junio | 10:30      | —          |
| Libre: Unión Comercio      |            |                     |                  |             |            |            |
| Zona Sur                   |            |                     |                  |             |            |            |
| Local                      | Resultado  | Visitante           | Estadio          | Fecha       | Hora       | TV         |
| Cusco FC                   | 1 – 2      | Cienciano           | Complejo Oropesa | 16 de junio | 10:30      | —          |
| Sporting Cristal           | 5 – 1      | ADT                 | La Florida       | 17 de junio | 10:30      | L1         |
| Alianza Lima               | 3 – 1      | Los Chankas         | Complejo EGB     | 17 de junio | 15:15      | L1 / NTV   |
| Sport Huancayo             | 0 – 3      | FBC Melgar          | Cancelado        | Cancelado   | Cancelado  | Cancelado  |
| Libre: Deportivo Garcilaso |            |                     |                  |             |            |            |

| Fecha 5                    | Fecha 5    | Fecha 5                   | Fecha 5                | Fecha 5     | Fecha 5    | Fecha 5    |
| Zona Norte                 | Zona Norte | Zona Norte                | Zona Norte             | Zona Norte  | Zona Norte | Zona Norte |
| Local                      | Resultado  | Visitante                 | Estadio                | Fecha       | Hora       | TV         |
| -------------------------- | ---------- | ------------------------- | ---------------------- | ----------- | ---------- | ---------- |
| Alianza Atlético           | 0 – 3      | Sport Boys                | Campeones del 36       | 20 de junio | 10:30      | —          |
| UTC                        | 2 – 0      | Universidad César Vallejo | Héroes de San Ramón    | 21 de junio | 10:30      | —          |
| Unión Comercio             | 0 – 2      | Atlético Grau             | Carlos Vidaurre García | 22 de junio | 10:30      | —          |
| Universitario              | 3 – 2      | Carlos Mannucci           | Campo Mar - U          | 22 de junio | 10:30      | L1 / NTV   |
| Libre: Comerciantes Unidos |            |                           |                        |             |            |            |
| Zona Sur                   |            |                           |                        |             |            |            |
| Local                      | Resultado  | Visitante                 | Estadio                | Fecha       | Hora       | TV         |
| Cienciano                  | 1 – 2      | Sport Huancayo            | Thomas Ernesto Payne   | 21 de junio | 10:30      | —          |
| Deportivo Garcilaso        | 1 – 0      | Sporting Cristal          | Andahuaylillas         | 22 de junio | 15:00      | —          |
| Los Chankas                | 1 – 2      | Cusco FC                  | Municipal de Talavera  | 23 de junio | 15:00      | —          |
| ADT                        | 3 – 2      | Alianza Lima              | Unión Tarma            | 23 de junio | 15:00      | —          |
| Libre: FBC Melgar          |            |                           |                        |             |            |            |

| Fecha 6                   | Fecha 6    | Fecha 6             | Fecha 6                | Fecha 6     | Fecha 6    | Fecha 6    |
| Zona Norte                | Zona Norte | Zona Norte          | Zona Norte             | Zona Norte  | Zona Norte | Zona Norte |
| Local                     | Resultado  | Visitante           | Estadio                | Fecha       | Hora       |            |
| ------------------------- | ---------- | ------------------- | ---------------------- | ----------- | ---------- | ---------- |
| Sport Boys                | 3 – 2      | Universitario       | Campolo Alcalde        | 28 de junio | 10:30      |            |
| Universidad César Vallejo | 2 – 1      | Alianza Atlético    | Villa Poeta            | 29 de junio | 13:00      |            |
| Carlos Mannucci           | 1 – 0      | Unión Comercio      | Complejo UPAO          | 29 de junio | 15:00      |            |
| Comerciantes Unidos       | 1 – 2      | UTC                 | Juan Maldonado Gamarra | 30 de junio | 10:30      |            |
| Libre: Atlético Grau      |            |                     |                        |             |            |            |
| Zona Sur                  |            |                     |                        |             |            |            |
| Local                     | Resultado  | Visitante           | Estadio                | Fecha       | Hora       |            |
| Sport Huancayo            | 2 – 0      | Los Chankas         | Huancayo               | 28 de junio | 10:30      |            |
| FBC Melgar                | 2 – 0      | Cienciano           | CAR - FBC Melgar       | 28 de junio | 11:30      |            |
| Cusco FC                  | 0 – 1      | ADT                 | Complejo Oropesa       | 29 de junio | 10:30      |            |
| Alianza Lima              | 3 – 1      | Deportivo Garcilaso | Complejo EGB           | 30 de junio | 9:30       |            |
| Libre: Sporting Cristal   |            |                     |                        |             |            |            |

| Fecha 7             | Fecha 7    | Fecha 7                   | Fecha 7                | Fecha 7    | Fecha 7    | Fecha 7    |
| Zona Norte          | Zona Norte | Zona Norte                | Zona Norte             | Zona Norte | Zona Norte | Zona Norte |
| Local               | Resultado  | Visitante                 | Estadio                | Fecha      | Hora       |            |
| ------------------- | ---------- | ------------------------- | ---------------------- | ---------- | ---------- | ---------- |
| Universitario       | 2 – 0      | Universidad César Vallejo | Campo Mar - U          | 5 de julio | 10:30      |            |
| Alianza Atlético    | 1 – 2      | Comerciantes Unidos       | Campeones del 36       | 6 de julio | 10:00      |            |
| Unión Comercio      | 1 – 4      | Sport Boys                | Carlos Vidaurre García | 6 de julio | 10:30      |            |
| Atlético Grau       | 1 – 0      | Carlos Mannucci           | Villa Santa Ana        | 7 de julio | 10:30      |            |
| Libre: UTC          |            |                           |                        |            |            |            |
| Zona Sur            |            |                           |                        |            |            |            |
| Local               | Resultado  | Visitante                 | Estadio                | Fecha      | Hora       |            |
| Los Chankas         | 2 – 3      | FBC Melgar                | Municipal de Talavera  | 5 de julio | 15:00      |            |
| Deportivo Garcilaso | 1 – 1      | Cusco FC                  | Andahuaylillas         | 6 de julio | 10:00      |            |
| Sporting Cristal    | 3 – 1      | Alianza Lima              | La Florida             | 6 de julio | 10:30      |            |
| ADT                 | 3 – 1      | Sport Huancayo            | Unión Tarma            | 7 de julio | 13:00      |            |
| Libre: Cienciano    |            |                           |                        |            |            |            |

| Fecha 8                   | Fecha 8    | Fecha 8             | Fecha 8                | Fecha 8     | Fecha 8    | Fecha 8    |
| Zona Norte                | Zona Norte | Zona Norte          | Zona Norte             | Zona Norte  | Zona Norte | Zona Norte |
| Local                     | Resultado  | Visitante           | Estadio                | Fecha       | Hora       |            |
| ------------------------- | ---------- | ------------------- | ---------------------- | ----------- | ---------- | ---------- |
| Sport Boys                | 2 – 1      | Atlético Grau       | Campolo Alcalde        | 12 de julio | 10:30      |            |
| Universidad César Vallejo | 2 – 1      | Unión Comercio      | Villa Poeta            | 12 de julio | 13:00      |            |
| UTC                       | 7 – 0      | Alianza Atlético    | Héroes de San Ramón    | 14 de julio | 10:30      |            |
| Comerciantes Unidos       | 3 – 4      | Universitario       | Juan Maldonado Gamarra | 14 de julio | 15:00      |            |
| Libre: Carlos Mannucci    |            |                     |                        |             |            |            |
| Zona Sur                  |            |                     |                        |             |            |            |
| Local                     | Resultado  | Visitante           | Estadio                | Fecha       | Hora       |            |
| FBC Melgar                | 2 – 0      | ADT                 | CAR - FBC Melgar       | 12 de julio | 11:30      |            |
| Cienciano                 | 1 – 1      | Los Chankas         | Thomas Ernesto Payne   | 12 de julio | 13:00      |            |
| Cusco FC                  | 1 – 6      | Sporting Cristal    | Complejo Oropesa       | 13 de julio | 10:30      |            |
| Sport Huancayo            | 4 – 1      | Deportivo Garcilaso | Huancayo               | 13 de julio | 10:30      |            |
| Libre: Alianza Lima       |            |                     |                        |             |            |            |

| Fecha 9                 | Fecha 9    | Fecha 9                   | Fecha 9                | Fecha 9     | Fecha 9    | Fecha 9    |
| Zona Norte              | Zona Norte | Zona Norte                | Zona Norte             | Zona Norte  | Zona Norte | Zona Norte |
| Local                   | Resultado  | Visitante                 | Estadio                | Fecha       | Hora       |            |
| ----------------------- | ---------- | ------------------------- | ---------------------- | ----------- | ---------- | ---------- |
| Carlos Mannucci         | 5 – 0      | Sport Boys                | Complejo UPAO          | 19 de julio | 15:00      |            |
| Unión Comercio          | 5 – 2      | Comerciantes Unidos       | Carlos Vidaurre García | 20 de julio | 10:30      |            |
| Atlético Grau           | 0 – 1      | Universidad César Vallejo | Villa Santa Ana        | 20 de julio | 15:00      |            |
| Universitario           | 3 – 1      | UTC                       | Campo Mar - U          | 21 de julio | 10:30      |            |
| Libre: Alianza Atlético |            |                           |                        |             |            |            |
| Zona Sur                |            |                           |                        |             |            |            |
| Local                   | Resultado  | Visitante                 | Estadio                | Fecha       | Hora       |            |
| ADT                     | 0 – 0      | Cienciano                 | Unión Tarma            | 19 de julio | 13:00      |            |
| Alianza Lima            | 10 – 0     | Cusco FC                  | Complejo EGB           | 20 de julio | 10:30      |            |
| Sporting Cristal        | 1 – 4      | Sport Huancayo            | La Florida             | 20 de julio | 10:30      |            |
| Deportivo Garcilaso     | 1 – 2      | FBC Melgar                | Andahuaylillas         | 20 de julio | 11:00      |            |
| Libre: Los Chankas      |            |                           |                        |             |            |            |

| Fecha 10            | Fecha 10   | Fecha 10                  | Fecha 10               | Fecha 10    | Fecha 10   | Fecha 10   |
| Zona Norte          | Zona Norte | Zona Norte                | Zona Norte             | Zona Norte  | Zona Norte | Zona Norte |
| Local               | Resultado  | Visitante                 | Estadio                | Fecha       | Hora       |            |
| ------------------- | ---------- | ------------------------- | ---------------------- | ----------- | ---------- | ---------- |
| Atlético Grau       | 1 – 0      | Comerciantes Unidos       | Villa Santa Ana        | 26 de julio | 10:30      |            |
| Carlos Mannucci     | 1 – 2      | Universidad César Vallejo | Complejo UPAO          | 26 de julio | 15:00      |            |
| Unión Comercio      | 5 – 0      | UTC                       | Carlos Vidaurre García | 27 de julio | 10:30      |            |
| Universitario       | 3 – 0      | Alianza Atlético          | Campo Mar - U          | 27 de julio | 10:30      |            |
| Libre: Sport Boys   |            |                           |                        |             |            |            |
| Zona Sur            |            |                           |                        |             |            |            |
| Local               | Resultado  | Visitante                 | Estadio                | Fecha       | Hora       |            |
| Sporting Cristal    | 1 – 0      | FBC Melgar                | La Florida             | 26 de julio | 10:30      |            |
| Deportivo Garcilaso | 2 – 1      | Cienciano                 | Andahuaylillas         | 27 de julio | 15:00      |            |
| Alianza Lima        | 2 – 0      | Sport Huancayo            | Complejo EGB           | 27 de julio | 15:00      |            |
| ADT                 | 2 – 1      | Los Chankas               | Unión Tarma            | 28 de julio | 13:00      |            |
| Libre: Cusco FC     |            |                           |                        |             |            |            |

| Fecha 11                  | Fecha 11   | Fecha 11            | Fecha 11                  | Fecha 11    | Fecha 11   | Fecha 11   |
| Zona Norte                | Zona Norte | Zona Norte          | Zona Norte                | Zona Norte  | Zona Norte | Zona Norte |
| Local                     | Resultado  | Visitante           | Estadio                   | Fecha       | Hora       |            |
| ------------------------- | ---------- | ------------------- | ------------------------- | ----------- | ---------- | ---------- |
| Alianza Atlético          | 1 – 1      | Unión Comercio      | Campeones del 36          | 2 de agosto | 10:30      |            |
| Universidad César Vallejo | 2 – 1      | Sport Boys          | Villa Poeta               | 2 de agosto | 13:00      |            |
| UTC                       | 1 – 2      | Atlético Grau       | Héroes de San Ramón       | 3 de agosto | 10:30      |            |
| Comerciantes Unidos       | 3 – 1      | Carlos Mannucci     | Juan Maldonado Gamarra    | 4 de agosto | 15:00      |            |
| Libre: Universitario      |            |                     |                           |             |            |            |
| Zona Sur                  |            |                     |                           |             |            |            |
| Local                     | Resultado  | Visitante           | Estadio                   | Fecha       | Hora       |            |
| FBC Melgar                | 3 – 3      | Alianza Lima        | CAR - FBC Melgar          | 2 de agosto | 11:30      |            |
| Cienciano                 | 0 – 0      | Sporting Cristal    | Inca Garcilaso de la Vega | 3 de agosto | 10:30      |            |
| Sport Huancayo            | 2 – 0      | Cusco FC            | Huancayo                  | 3 de agosto | 11:00      |            |
| Los Chankas               | 0 – 0      | Deportivo Garcilaso | Municipal de Talavera     | 4 de agosto | 15:00      |            |
| Libre: ADT                |            |                     |                           |             |            |            |

| Fecha 12                         | Fecha 12   | Fecha 12            | Fecha 12               | Fecha 12     | Fecha 12   | Fecha 12   |
| Zona Norte                       | Zona Norte | Zona Norte          | Zona Norte             | Zona Norte   | Zona Norte | Zona Norte |
| Local                            | Resultado  | Visitante           | Estadio                | Fecha        | Hora       |            |
| -------------------------------- | ---------- | ------------------- | ---------------------- | ------------ | ---------- | ---------- |
| Sport Boys                       | 4 – 0      | Comerciantes Unidos | Campolo Alcalde        | 9 de agosto  | 10:30      |            |
| Atlético Grau                    | 6 – 2      | Alianza Atlético    | Villa Santa Ana        | 9 de agosto  | 15:00      |            |
| Carlos Mannucci                  | 1 – 0      | UTC                 | Complejo UPAO          | 9 de agosto  | 15:00      |            |
| Unión Comercio                   | 0 – 0      | Universitario       | Carlos Vidaurre García | 10 de agosto | 10:30      |            |
| Libre: Universidad César Vallejo |            |                     |                        |              |            |            |
| Zona Sur                         |            |                     |                        |              |            |            |
| Local                            | Resultado  | Visitante           | Estadio                | Fecha        | Hora       |            |
| Sporting Cristal                 | 4 – 0      | Los Chankas         | La Florida             | 10 de agosto | 10:30      |            |
| Deportivo Garcilaso              | 1 – 0      | ADT                 | Andahuaylillas         | 10 de agosto | 15:00      |            |
| Cusco FC                         | 0 – 1      | FBC Melgar          | Complejo Oropesa       | 11 de agosto | 10:30      |            |
| Alianza Lima                     | 4 – 0      | Cienciano           | Complejo EGB           | 11 de agosto | 15:00      |            |
| Libre: Sport Huancayo            |            |                     |                        |              |            |            |

| Fecha 13                   | Fecha 13   | Fecha 13                  | Fecha 13               | Fecha 13     | Fecha 13   | Fecha 13   |
| Zona Norte                 | Zona Norte | Zona Norte                | Zona Norte             | Zona Norte   | Zona Norte | Zona Norte |
| Local                      | Resultado  | Visitante                 | Estadio                | Fecha        | Hora       |            |
| -------------------------- | ---------- | ------------------------- | ---------------------- | ------------ | ---------- | ---------- |
| UTC                        | 1 – 1      | Sport Boys                | Héroes de San Ramón    | 16 de agosto | 10:30      |            |
| Alianza Atlético           | 3 – 4      | Carlos Mannucci           | Campeones del 36       | 16 de agosto | 10:30      |            |
| Universitario              | 2 – 0      | Atlético Grau             | Campo Mar - U          | 17 de agosto | 10:30      |            |
| Comerciantes Unidos        | 0 – 2      | Universidad César Vallejo | Juan Maldonado Gamarra | 18 de agosto | 11:00      |            |
| Libre: Unión Comercio      |            |                           |                        |              |            |            |
| Zona Sur                   |            |                           |                        |              |            |            |
| Local                      | Resultado  | Visitante                 | Estadio                | Fecha        | Hora       |            |
| Cienciano                  | 5 – 0      | Cusco FC                  | Thomas Ernesto Payne   | 16 de agosto | 13:00      |            |
| ADT                        | 4 – 2      | Sporting Cristal          | Unión Tarma            | 17 de agosto | 10:30      |            |
| Los Chankas                | 1 – 2      | Alianza Lima              | Municipal de Talavera  | 17 de agosto | 15:00      |            |
| FBC Melgar                 | 7 – 0      | Sport Huancayo            | CAR - FBC Melgar       | 18 de agosto | 13:00      |            |
| Libre: Deportivo Garcilaso |            |                           |                        |              |            |            |

| Fecha 14                   | Fecha 14   | Fecha 14            | Fecha 14         | Fecha 14     | Fecha 14   | Fecha 14   |
| Zona Norte                 | Zona Norte | Zona Norte          | Zona Norte       | Zona Norte   | Zona Norte | Zona Norte |
| Local                      | Resultado  | Visitante           | Estadio          | Fecha        | Hora       |            |
| -------------------------- | ---------- | ------------------- | ---------------- | ------------ | ---------- | ---------- |
| Sport Boys                 | 2 – 0      | Alianza Atlético    | Campolo Alcalde  | 23 de agosto | 10:30      |            |
| Universidad César Vallejo  | 3 – 0      | UTC                 | Villa Poeta      | 23 de agosto | 13:00      |            |
| Carlos Mannucci            | 2 – 0      | Universitario       | Complejo UPAO    | 23 de agosto | 15:00      |            |
| Atlético Grau              | 5 – 0      | Unión Comercio      | Villa Santa Ana  | 24 de agosto | 15:00      |            |
| Libre: Comerciantes Unidos |            |                     |                  |              |            |            |
| Zona Sur                   |            |                     |                  |              |            |            |
| Local                      | Resultado  | Visitante           | Estadio          | Fecha        | Hora       |            |
| Sporting Cristal           | 1 – 0      | Deportivo Garcilaso | La Florida       | 24 de agosto | 10:30      |            |
| Alianza Lima               | 2 – 0      | ADT                 | Complejo EGB     | 24 de agosto | 10:30      |            |
| Sport Huancayo             | 0 – 1      | Cienciano           | Huancayo         | 24 de agosto | 11:00      |            |
| Cusco FC                   | 2 – 3      | Los Chankas         | Complejo Oropesa | 25 de agosto | 10:30      |            |
| Libre: FBC Melgar          |            |                     |                  |              |            |            |

| Fecha 15                | Fecha 15   | Fecha 15                  | Fecha 15               | Fecha 15     | Fecha 15   | Fecha 15   |
| Zona Norte              | Zona Norte | Zona Norte                | Zona Norte             | Zona Norte   | Zona Norte | Zona Norte |
| Local                   | Resultado  | Visitante                 | Estadio                | Fecha        | Hora       |            |
| ----------------------- | ---------- | ------------------------- | ---------------------- | ------------ | ---------- | ---------- |
| Alianza Atlético        | 0 – 5      | Universidad César Vallejo | Campeones del 36       | 26 de agosto | 10:30      |            |
| Unión Comercio          | 2 – 0      | Carlos Mannucci           | Carlos Vidaurre García | 27 de agosto | 9:30       |            |
| Universitario           | 2 – 2      | Sport Boys                | Campo Mar - U          | 27 de agosto | 10:30      |            |
| UTC                     | 0 – 2      | Comerciantes Unidos       | Héroes de San Ramón    | 27 de agosto | 10:30      |            |
| Libre: Atlético Grau    |            |                           |                        |              |            |            |
| Zona Sur                |            |                           |                        |              |            |            |
| Local                   | Resultado  | Visitante                 | Estadio                | Fecha        | Hora       |            |
| Deportivo Garcilaso     | 2 – 3      | Alianza Lima              | Andahuaylillas         | 27 de agosto | 13:00      |            |
| ADT                     | 7 – 0      | Cusco FC                  | Unión Tarma            | 28 de agosto | 13:00      |            |
| Los Chankas             | 2 – 6      | Sport Huancayo            | Municipal de Talavera  | 28 de agosto | 13:00      |            |
| Cienciano               | 1 – 3      | FBC Melgar                | Thomas Ernesto Payne   | 28 de agosto | 13:00      |            |
| Libre: Sporting Cristal |            |                           |                        |              |            |            |

| Fecha 16                  | Fecha 16   | Fecha 16            | Fecha 16               | Fecha 16        | Fecha 16   | Fecha 16   |
| Zona Norte                | Zona Norte | Zona Norte          | Zona Norte             | Zona Norte      | Zona Norte | Zona Norte |
| Local                     | Resultado  | Visitante           | Estadio                | Fecha           | Hora       |            |
| ------------------------- | ---------- | ------------------- | ---------------------- | --------------- | ---------- | ---------- |
| Comerciantes Unidos       | 2 – 1      | Alianza Atlético    | Juan Maldonado Gamarra | 30 de agosto    | 15:00      |            |
| Sport Boys                | 1 – 0      | Unión Comercio      | Campolo Alcalde        | 31 de agosto    | 9:00       |            |
| Carlos Mannucci           | 3 – 1      | Atlético Grau       | Complejo UPAO          | 31 de agosto    | 10:30      |            |
| Universidad César Vallejo | 1 – 2      | Universitario       | Villa Poeta            | 31 de agosto    | 13:00      |            |
| Libre: UTC                |            |                     |                        |                 |            |            |
| Zona Sur                  |            |                     |                        |                 |            |            |
| Local                     | Resultado  | Visitante           | Estadio                | Fecha           | Hora       |            |
| Alianza Lima              | 2 – 1      | Sporting Cristal    | Complejo EGB           | 31 de agosto    | 15:00      |            |
| FBC Melgar                | 7 – 0      | Los Chankas         | CAR - FBC Melgar       | 1 de septiembre | 10:00      |            |
| Cusco FC                  | 1 – 5      | Deportivo Garcilaso | Complejo Oropesa       | 1 de septiembre | 10:30      |            |
| Sport Huancayo            | 2 – 3      | ADT                 | Huancayo               | 1 de septiembre | 15:00      |            |
| Libre: Cienciano          |            |                     |                        |                 |            |            |

| Fecha 17               | Fecha 17   | Fecha 17                  | Fecha 17               | Fecha 17        | Fecha 17   | Fecha 17   |
| Zona Norte             | Zona Norte | Zona Norte                | Zona Norte             | Zona Norte      | Zona Norte | Zona Norte |
| Local                  | Resultado  | Visitante                 | Estadio                | Fecha           | Hora       |            |
| ---------------------- | ---------- | ------------------------- | ---------------------- | --------------- | ---------- | ---------- |
| Alianza Atlético       | 3 – 1      | UTC                       | Campeones del 36       | 6 de septiembre | 10:30      |            |
| Atlético Grau          | 2 – 0      | Sport Boys                | Villa Santa Ana        | 6 de septiembre | 15:00      |            |
| Unión Comercio         | 3 – 2      | Universidad César Vallejo | Carlos Vidaurre García | 7 de septiembre | 9:30       |            |
| Universitario          | 7 – 0      | Comerciantes Unidos       | Campo Mar - U          | 7 de septiembre | 10:30      |            |
| Libre: Carlos Mannucci |            |                           |                        |                 |            |            |
| Zona Sur               |            |                           |                        |                 |            |            |
| Local                  | Resultado  | Visitante                 | Estadio                | Fecha           | Hora       |            |
| Sporting Cristal       | 12 – 0     | Cusco FC                  | La Florida             | 5 de septiembre | 10:30      |            |
| Deportivo Garcilaso    | 1 – 3      | Sport Huancayo            | Andahuaylillas         | 7 de septiembre | 13:00      |            |
| ADT                    | 2 – 0      | FBC Melgar                | Unión Tarma            | 8 de septiembre | 13:00      |            |
| Los Chankas            | 1 – 3      | Cienciano                 | Municipal de Talavera  | 8 de septiembre | 15:30      |            |
| Libre: Alianza Lima    |            |                           |                        |                 |            |            |

| Fecha 18                  | Fecha 18   | Fecha 18            | Fecha 18               | Fecha 18         | Fecha 18   | Fecha 18   |
| Zona Norte                | Zona Norte | Zona Norte          | Zona Norte             | Zona Norte       | Zona Norte | Zona Norte |
| Local                     | Resultado  | Visitante           | Estadio                | Fecha            | Hora       |            |
| ------------------------- | ---------- | ------------------- | ---------------------- | ---------------- | ---------- | ---------- |
| Comerciantes Unidos       | 1 – 5      | Unión Comercio      | Juan Maldonado Gamarra | 12 de septiembre | 10:30      |            |
| UTC                       | 1 – 3      | Universitario       | Héroes de San Ramón    | 12 de septiembre | 10:30      |            |
| Sport Boys                | 1 – 3      | Carlos Mannucci     | Campolo Alcalde        | 12 de septiembre | 10:30      |            |
| Universidad César Vallejo | 2 – 1      | Atlético Grau       | Villa Poeta            | 12 de septiembre | 10:30      |            |
| Libre: Alianza Atlético   |            |                     |                        |                  |            |            |
| Zona Sur                  |            |                     |                        |                  |            |            |
| Local                     | Resultado  | Visitante           | Estadio                | Fecha            | Hora       |            |
| FBC Melgar                | 8 – 1      | Deportivo Garcilaso | CAR - FBC Melgar       | 13 de septiembre | 15:00      |            |
| Cienciano                 | 1 – 3      | ADT                 | Thomas Ernesto Payne   | 13 de septiembre | 15:00      |            |
| Cusco FC                  | 0 – 0      | Alianza Lima        | Complejo Oropesa       | 13 de septiembre | 15:00      |            |
| Sport Huancayo            | 1 – 1      | Sporting Cristal    | Huancayo               | 13 de septiembre | 15:00      |            |
| Libre: Los Chankas        |            |                     |                        |                  |            |            |

## Play-offs
Una vez finalizada la Fase Regional, los equipos que ocuparon el tercer, cuarto, quinto y sexto lugar de cada grupo fueron distribuidos en llaves para los octavos de final. Estas llaves se definieron en un partido único, donde el equipo mejor posicionado en la tabla fue el local. Los ganadores de esta etapa avanzaron a los cuartos de final, los cuales se disputaron en partidos de ida y vuelta. En esta fase, el equipo mejor posicionado en la tabla fue local en el partido de vuelta. Los ganadores de los cuartos de final jugaron las semifinales, que siguieron el mismo formato. Finalmente, la final se jugó a partido único, en una sede neutral, entre los ganadores de las semifinales.
|  | Octavos de final           | Octavos de final           | Octavos de final           |                |   | Cuartos de final      | Cuartos de final      | Cuartos de final      | Cuartos de final      | Cuartos de final      |  |     | Semifinal               | Semifinal               | Semifinal               | Semifinal               | Semifinal               |  |     | Final         | Final         | Final         |  |
|  | Del 25 al 26 de septiembre | Del 25 al 26 de septiembre | Del 25 al 26 de septiembre |                |   | Del 1 al 6 de octubre | Del 1 al 6 de octubre | Del 1 al 6 de octubre | Del 1 al 6 de octubre | Del 1 al 6 de octubre |  |     | Del 12 al 20 de octubre | Del 12 al 20 de octubre | Del 12 al 20 de octubre | Del 12 al 20 de octubre | Del 12 al 20 de octubre |  |     | 25 de Octubre | 25 de Octubre | 25 de Octubre |  |
|  |                            |                            |                            |                |   |                       |                       |                       |                       |                       |  |     |                         |                         |                         |                         |                         |  |     |               |               |               |  |
|  |                            |                            |                            |                |   |                       |                       |                       |                       |                       |  |     |                         |                         |                         |                         |                         |  |     |               |               |               |  |
|  |                            |                            |                            |                |   |                       |                       |                       |                       |                       |  |     |                         |                         |                         |                         |                         |  |     |               |               |               |  |
|  |                            |                            |                            |                |   |                       |                       |                       |                       |                       |  |     |                         |                         |                         |                         |                         |  |     |               |               |               |  |
|  |                            |                            |                            |                |   |                       |                       |                       |                       |                       |  |     |                         |                         |                         |                         |                         |  |     |               |               |               |  |
|  |                            | 1°A                        | Universitario              | 0              | 4 | 4                     |                       |                       |                       |                       |  |     |                         |                         |                         |                         |                         |  |     |               |               |               |  |
|  |                            |                            |                            | 0              | 4 | 4                     |                       |                       |                       |                       |  |     |                         |                         |                         |                         |                         |  |     |               |               |               |  |
|  |                            |                            | 4°B                        | Sport Huancayo | 2 | 1                     | 3                     |                       |                       |                       |  |     |                         |                         |                         |                         |                         |  |     |               |               |               |  |
|  | 4°B                        | Sport Huancayo             | 4°B                        | Sport Huancayo | 2 | 1                     | 3                     | 3                     |                       |                       |  |     |                         |                         |                         |                         |                         |  |     |               |               |               |  |
|  | 4°B                        | Sport Huancayo             |                            |                |   |                       |                       |                       |                       |                       |  |     |                         |                         |                         |                         |                         |  |     |               |               |               |  |
|  | 5°A                        | Atlético Grau              | 0                          |                |   |                       |                       |                       |                       |                       |  |     |                         |                         |                         |                         |                         |  |     |               |               |               |  |
|  | 5°A                        | Atlético Grau              | 0                          |                |   |                       |                       |                       |                       |                       |  | 1°A | Universitario           | 2                       | 2                       | 4                       |                         |  |     |               |               |               |  |
|  |                            |                            |                            |                |   |                       |                       |                       |                       |                       |  | 1°A | Universitario           | 2                       | 2                       | 4                       |                         |  |     |               |               |               |  |
|  |                            |                            | 2°B                        | Alianza Lima   | 1 | 0                     | 1                     |                       |                       |                       |  |     |                         |                         |                         |                         |                         |  |     |               |               |               |  |
|  |                            |                            | 2°B                        | Alianza Lima   | 1 | 0                     | 1                     |                       |                       |                       |  |     |                         |                         |                         |                         |                         |  |     |               |               |               |  |
|  |                            |                            |                            |                |   |                       |                       |                       |                       |                       |  |     |                         |                         |                         |                         |                         |  |     |               |               |               |  |
|  |                            |                            |                            |                |   |                       |                       |                       |                       |                       |  |     |                         |                         |                         |                         |                         |  |     |               |               |               |  |
|  |                            | 2°B                        | Alianza Lima               | 2              | 3 | 5                     |                       |                       |                       |                       |  |     |                         |                         |                         |                         |                         |  |     |               |               |               |  |
|  |                            |                            |                            | 2              | 3 | 5                     |                       |                       |                       |                       |  |     |                         |                         |                         |                         |                         |  |     |               |               |               |  |
|  |                            |                            | 6°B                        | Cienciano      | 1 | 0                     | 1                     |                       |                       |                       |  |     |                         |                         |                         |                         |                         |  |     |               |               |               |  |
|  | 3°A                        | Carlos A. Mannucci         | 6°B                        | Cienciano      | 1 | 0                     | 1                     | 2                     |                       |                       |  |     |                         |                         |                         |                         |                         |  |     |               |               |               |  |
|  | 3°A                        | Carlos A. Mannucci         |                            |                |   |                       |                       |                       |                       |                       |  |     |                         |                         |                         |                         |                         |  |     |               |               |               |  |
|  | 6°B                        | Cienciano                  | 3                          |                |   |                       |                       |                       |                       |                       |  |     |                         |                         |                         |                         |                         |  |     |               |               |               |  |
|  | 6°B                        | Cienciano                  | 3                          |                |   |                       |                       |                       |                       |                       |  |     |                         |                         |                         |                         |                         |  | 1°A | Universitario | 2             |               |  |
|  |                            |                            |                            |                |   |                       |                       |                       |                       |                       |  |     |                         |                         |                         |                         |                         |  | 1°A | Universitario | 2             |               |  |
|  |                            |                            | 1°B                        | FBC Melgar     | 1 |                       |                       |                       |                       |                       |  |     |                         |                         |                         |                         |                         |  |     |               |               |               |  |
|  |                            |                            | 1°B                        | FBC Melgar     | 1 |                       |                       |                       |                       |                       |  |     |                         |                         |                         |                         |                         |  |     |               |               |               |  |
|  |                            |                            |                            |                |   |                       |                       |                       |                       |                       |  |     |                         |                         |                         |                         |                         |  |     |               |               |               |  |
|  |                            |                            |                            |                |   |                       |                       |                       |                       |                       |  |     |                         |                         |                         |                         |                         |  |     |               |               |               |  |
|  |                            | 1°B                        | FBC Melgar                 | 2              | 1 | 3                     |                       |                       |                       |                       |  |     |                         |                         |                         |                         |                         |  |     |               |               |               |  |
|  |                            |                            |                            | 2              | 1 | 3                     |                       |                       |                       |                       |  |     |                         |                         |                         |                         |                         |  |     |               |               |               |  |
|  |                            |                            | 4°A                        | Sport Boys     | 0 | 0                     | 0                     |                       |                       |                       |  |     |                         |                         |                         |                         |                         |  |     |               |               |               |  |
|  | 4°A                        | Sport Boys                 | 4°A                        | Sport Boys     | 0 | 0                     | 0                     | 3 (6)                 |                       |                       |  |     |                         |                         |                         |                         |                         |  |     |               |               |               |  |
|  | 4°A                        | Sport Boys                 |                            |                |   |                       |                       |                       |                       |                       |  |     |                         |                         |                         |                         |                         |  |     |               |               |               |  |
|  | 5°B                        | Sporting Cristal           | 3 (5)                      |                |   |                       |                       |                       |                       |                       |  |     |                         |                         |                         |                         |                         |  |     |               |               |               |  |
|  | 5°B                        | Sporting Cristal           | 3 (5)                      |                |   |                       |                       |                       |                       |                       |  | 1°B | FBC Melgar              | 2                       | 4                       | 6                       |                         |  |     |               |               |               |  |
|  |                            |                            |                            |                |   |                       |                       |                       |                       |                       |  | 1°B | FBC Melgar              | 2                       | 4                       | 6                       |                         |  |     |               |               |               |  |
|  |                            |                            | 3°B                        | ADT            | 1 | 0                     | 1                     |                       |                       |                       |  |     |                         |                         |                         |                         |                         |  |     |               |               |               |  |
|  |                            |                            | 3°B                        | ADT            | 1 | 0                     | 1                     |                       |                       |                       |  |     |                         |                         |                         |                         |                         |  |     |               |               |               |  |
|  |                            |                            |                            |                |   |                       |                       |                       |                       |                       |  |     |                         |                         |                         |                         |                         |  |     |               |               |               |  |
|  |                            |                            |                            |                |   |                       |                       |                       |                       |                       |  |     |                         |                         |                         |                         |                         |  |     |               |               |               |  |
|  |                            | 2°A                        | U. César Vallejo           | 0              | 3 | 3                     |                       |                       |                       |                       |  |     |                         |                         |                         |                         |                         |  |     |               |               |               |  |
|  |                            |                            |                            | 0              | 3 | 3                     |                       |                       |                       |                       |  |     |                         |                         |                         |                         |                         |  |     |               |               |               |  |
|  |                            |                            | 3°B                        | ADT            | 2 | 2                     | 4                     |                       |                       |                       |  |     |                         |                         |                         |                         |                         |  |     |               |               |               |  |
|  | 3°B                        | ADT                        | 3°B                        | ADT            | 2 | 2                     | 4                     | 0 (4)                 |                       |                       |  |     |                         |                         |                         |                         |                         |  |     |               |               |               |  |
|  | 3°B                        | ADT                        |                            |                |   |                       |                       |                       |                       |                       |  |     |                         |                         |                         |                         |                         |  |     |               |               |               |  |
|  | 6°A                        | Unión Comercio             | 0 (3)                      |                |   |                       |                       |                       |                       |                       |  |     |                         |                         |                         |                         |                         |  |     |               |               |               |  |
|  | 6°A                        | Unión Comercio             | 0 (3)                      |                |   |                       |                       |                       |                       |                       |  |     |                         |                         |                         |                         |                         |  |     |               |               |               |  |
|  |                            |                            |                            |                |   |                       |                       |                       |                       |                       |  |     |                         |                         |                         |                         |                         |  |     |               |               |               |  |

|                                   |
| Campeón Universitario de Deportes |
| 1.º título                        |

Si al término del(los) partido(s) de cualquiera de las llaves hubiese existido igualdad en puntos, se consagró ganador de la llave al club que tuvo la mayor diferencia de goles. De persistir la igualdad, el ganador fue definido mediante una tanda de penales, de acuerdo con las Reglas de Juego.

### Octavos de final
| 25 de septiembre, 15:00 | Sport Huancayo                | 3:0 (1:0) | Atlético Grau | E. IPD Huancayo, Huancayo |  |
|                         | Torres 43' · Martínez 80' 88' |           |               |                           |  |

| 25 de septiembre, 15:00 | Carlos A. Mannucci             | 2:3 (1:1) | Cienciano                       | Complejo UPAO, Trujillo |  |
|                         | Montalva 37' · Caña 60' (a.g.) |           | Ramírez 40' 90+4' · Jiménez 66' |                         |  |

| 25 de septiembre, 15:00 | Sport Boys                | 3:3 (1:0) (6:5 p.) | Sporting Cristal                         | E. Campolo Alcalde, Callao |  |
|                         | Huamán 25' · Roca 65' 71' |                    | Mellan 57' · Rodríguez 85' · Moretti 88' |                            |  |

| 26 de septiembre, 15:00 | ADT | 0:0 (4:3 p.) | Unión Comercio | E. Unión Tarma, Tarma |  |

### Cuartos de final
Ida
| 1 de octubre, 14:00 | Sport Huancayo            | 2:0 (1:0) | Universitario | E. IPD Huancayo, Huancayo |  |
|                     | Sotelo 16' · Martínez 79' |           |               |                           |  |

| 1 de octubre, 14:00 | Cienciano    | 1:2 (1:0) | Alianza Lima               | E. Túpac Amaru, Sicuani |  |
|                     | Espinoza 22' |           | Buitrón 80' · Guzmán 90+3' |                         |  |

| 1 de octubre, 14:00 | Sport Boys | 0:2 (0:0) | FBC Melgar                | E. Campolo Alcalde, Callao |  |
|                     |            |           | Zúñiga 80' · Aguinaga 90' |                            |  |

| 1 de octubre, 14:00 | ADT                            | 2:0 (1:0) | U. César Vallejo | E. Unión Tarma, Tarma |  |
|                     | Garcilazo 37' · Montenegro 64' |           |                  |                       |  |

Vuelta
| 6 de octubre, 14:00 | Universitario                             | 4:1 (1:0) (Global 4:3) | Sport Huancayo  | Campo Mar - U, Lima |  |
|                     | Pullchz 3' · Celi 75' 90+2' · Cáceres 81' |                        | Por definir 73' |                     |  |

| 6 de octubre, 14:00 | Alianza Lima                         | 3:0 (0:0) (Global 5:1) | Cienciano | E. Alejandro Villanueva, Lima |  |
|                     | Guzmán 63' · Soyer 69' · Matzuda 89' |                        |           |                               |  |

| 6 de octubre, 14:00 | FBC Melgar   | 1:0 (1:0) (Global 3:0) | Sport Boys | E. Monumental de la UNSA, Arequipa |  |
|                     | Aguinaga 43' |                        |            |                                    |  |

| 6 de octubre, 14:00 | U. César Vallejo                       | 3:2 (2:1) (Global 3:4) | ADT          | Villa Poeta, Trujillo |  |
|                     | Ulloa 41' · Albinco 40+5' · Romero 67' |                        | Inga 38' 61' |                       |  |

### Semifinales
Ida
| 12 de octubre, 14:00 | Alianza Lima | 1:2 (0:0) | Universitario         | E. Alejandro Villanueva, Lima |  |
|                      | Soyer 48'    |           | Celi 52' · Dioses 80' |                               |  |

| 13 de octubre, 11:00 | ADT         | 1:2 (1:1) | FBC Melgar      | E. Unión Tarma, Tarma |  |
|                      | Hidalgo 27' |           | Aguinaga 9' 80' |                       |  |

Vuelta
| 20 de octubre, 11:25 | Universitario          | 2:0 (1:0) (Global 4:1) | Alianza Lima | Campo Mar - U, Lima |  |
|                      | Pullchz 5' · Mejia 85' |                        |              |                     |  |

| 20 de octubre, 11:00 | FBC Melgar                                       | 4:0 (2:0) (Global 6:1) | ADT | E. Monumental de la UNSA, Arequipa |  |
|                      | Portugal 5' · Rios 16' · Garcia 55' · Estela 72' |                        |     |                                    |  |

### Final
| 25 de octubre, 14:00 | Universitario          | 2:1 (2:1) | FBC Melgar   | E. Iván Elías Moreno, Lima |  |
|                      | Medina 11' · Rojas 28' |           | Portugal 29' |                            |  |